# Festiwal Życia
Festiwal Życia – plenerowy festiwal muzyczny dla młodzieży o tematyce chrześcijańskiej, organizowany w skali regionalnej w Kodniu w latach 2001–2017, a od 2018 roku w skali ogólnopolskiej i międzynarodowej w Lublińcu na Śląsku. Jeden z największych katolickich festiwali młodzieżowych w Polsce.
Tygodniowe wydarzenie odbywa się zwykle w pierwszej połowie lipca i trwa od poniedziałku do niedzieli. W programie festiwalu są koncerty, konferencje, warsztaty, bieg przełajowy, a także wydarzenia o charakterze religijnym: msze święte, nabożeństwa, muzyczny wieczór uwielbienia i adoracja Najświętszego Sakramentu. Każda edycja festiwalu ma swoje hasło, hymn oraz biblijną postać przewodnią.
Głównym organizatorem wydarzenia jest Oblackie Duszpasterstwo Młodzieży NINIWA. W organizację festiwalu włącza się kilka polskich diecezji i zakonów.

## Przebieg festiwalu
Festiwal Życia rozpoczyna się każdorazowo w poniedziałek, od rana uczestnicy mają możliwość rejestracji i ulokowania się na polu namiotowym na terenie imprezy, gdzie mieszkają przez cały tydzień. Po południu festiwal jest oficjalnie inaugurowany podczas mszy świętej, po której następuje impreza integracyjna prowadzona przez DJ-a.
Od wtorku do soboty organizowane są poranne konferencje, które wygłaszają zaproszeni prelegenci. Wieczorami we wtorek, środę i sobotę odbywają się koncerty. W czwartek głównym punktem dnia jest Bieg Festiwalowicza – bieg przełajowy, którego trasa o długości ok. 5 kilometrów prowadzi przez wodę, las, błoto i piasek. Od wtorku do piątku prowadzone są zróżnicowane tematycznie warsztaty. Piątkowy wieczór zarezerwowany jest na muzyczne uwielbienie prowadzone przez festiwalowy zespół 3 Dni 3 Noce.
Ponadto każdego dnia odprawiane są msze święte pod przewodnictwem biskupów, a przez cały tydzień w kaplicy znajdującej się na terenie festiwalu prowadzona jest całodobowa adoracja Najświętszego Sakramentu.
Festiwal kończy się uroczystą niedzielną mszą świętą poprzedzoną świadectwami uczestników.

## Historia
| Rok  | Data           | Hasło          | Postać         | Koncerty                                                                               | Konferencje | Dodatkowe informacje |
| ---- | -------------- | -------------- | -------------- | -------------------------------------------------------------------------------------- | --- | --- |
| 2018 | 2–8 lipca      | Wstań          | Jozue          | Luxtorpeda, TGD                                                                        | Robert Friedrich, ks. Kuba Bartczak, Ania Golędzinowska, o. Louis Lougen OMI, Jan Mela                                                       | Podczas festiwalu obecne były relikwie Drzewa Krzyża Świętego. |
| 2019 | 8–14 lipca     | Jak ogień      | prorok Eliasz  | Kuba Badach, Arka Noego, Małe TGD                                                      | Początek Wieczności (Monika i Marcin Gomułkowie), Sylwia Jaśkowiec, bracia z Taizé, Joanna Bątkiewicz-Brożek                                 | W ramach festiwalu wystawiony został musical pt. „Jak ogień”. |
| 2020 | 6–9 lipca      | Buduj          | Noe            | Magda Anioł i Adam Szewczyk                                                            | abp Grzegorz Ryś, dr Tomasz Rożek, Sylwia Jaśkowiec, Szymon Reich                                                                            | Z powodu pandemii COVID-19 festiwal odbył się w formie online. |
| 2021 | 23–29 sierpnia | Wyjdź          | Abraham        | Golec uOrkiestra, Agnieszka Musiał, Tau, ks. Kuba Bartczak                             | Tomasz Samołyk, ks. Mirosław Tosza, o. Tomasz Maniura, Tau, ks. Kuba Bartczak                                                                | Termin festiwalu został przesunięty na ostatni pełny tydzień wakacji. |
| 2022 | 4–10 lipca     | Ja?            | Maryja         | Roksana Węgiel, Luxtorpeda, Tau, Kamil Bednarek                                        | Ania Bonk, Wojciech Modest Amaro, ks. Marcin Paś                                                                                             | Główne wydarzenia Festiwalu Życia w Kokotku po raz pierwszy odbyły się na całkowicie plenerowej, kilkudziesięciometrowej scenie.                                             |
| 2023 | 3–9 lipca      | (nie) Jestem   | Jan Chrzciciel | Tribbs, Daria Marx, Arka Noego, 2Tm2,3, Jan Stokłosa z Zespołem Pieśni i Tańca „Śląsk” | Monika Hoffman-Piszora, Marcin Zieliński, Święty Monitor (ks. Wojciech Iwanecki i ks. Piotr Piekło), Basia Turek, o. Andrzej Jastrzębski OMI | Zmiana lokalizacji głównej sceny – główne wydarzenia przeniosły się na większe, położone bliżej stawu Posmyk pole.                                                           |
| 2024 | 8–14 lipca     | Wracaj do domu | Estera         | C-BooL, Mesajah, niemaGOtu, Siewcy Lednicy                                             | o. Tomasz Nowak OP, ks. Tomasz Trzaska, s. Ludmiła Świerczyna, s. Kamiliana Szymura i br. Kryspin Maćczak OFM, Edyta i Łukasz Golcowie       | Festiwal organizowany pod wspólnym hasłem z XVIII Ogólnopolskim Spotkaniem Młodych LEDNICA 2000.                                                                             |
| 2025 | 7–13 lipca     | Przejście      | Mojżesz        | Dżem, Skytech, B.R.O, zespół Strefy Chwały                                             | o. Michał Legan OSPPE, anMari, Irmina Śliwińska, o. Wojciech Popielewski OMI, Sylwia i Piotr Jeleniowie                                      | Z okazji Roku Jubileuszowego 2025 kaplica Świętych Młodzianków przy Oblackim Centrum Młodzieży NINIWA została na czas trwania festiwalu ustanowiona kościołem jubileuszowym. |

## Ciekawostki
Choć wydarzenie znane jest jako Festiwal Życia w Kokotku, główne wydarzenia odbywają się na terenie innej dzielnicy Lublińca – Posmyka. Nieścisłość ta wynika z wcześniejszego miejsca działalności Oblackiego Duszpasterstwa Młodzieży NINIWA, która przez ponad dekadę organizowała wydarzenia religijne dla młodzieży w dawnym ośrodku przy parafii Najświętszej Maryi Panny Królowej w Lublińcu, który mieścił się właśnie w Kokotku.
Festiwal Życia od 2023 roku odbywa się pod patronatem honorowym Konferencji Episkopatu Polski. 3 lipca 2023 roku pozdrowienia dla uczestników festiwalu przekazał papież Franciszek.
W 2024 roku Festiwal Życia nawiązał współpracę z Ogólnopolskim Spotkaniem Młodych LEDNICA 2000, oba wydarzenia organizowane były pod wspólnym hasłem.
Również w 2024 roku bp Piotr Przyborek jako pierwszy biskup wziął udział w Biegu Festiwalowicza, który ukończył z czasem 01:06:03, zajmując 118. miejsce.
Z okazji obchodzonego w Kościele katolickim Roku Jubileuszowego 2025 kaplica Świętych Młodzianków przy Oblackim Centrum Młodzieży NINIWA, na terenie którego odbywa się Festiwal Życia, decyzją biskupa gliwickiego Sławomira Odera na czas wydarzenia (7–13 lipca 2025) została ustanowiona kościołem jubileuszowym, co oznacza, że za jej odwiedzenie połączone z adoracją Najświętszego Sakramentu i modlitwą można było uzyskać odpust zupełny.